# Mecklenburgische Schweiz
Die Mecklenburgische Schweiz ist eine Landschaft im zentralen Teil des Bundeslandes Mecklenburg-Vorpommern, nördlich der Mecklenburgischen Seenplatte und unmittelbar nordwestlich des Malchiner und Kummerower Sees. Die Landschaft liegt nordwestlich der Linie Malchiner See, Dahmer Kanal, Kummerower See bis Peene(kanal) bei Neukalen und von dort südöstlich der Linie Lelkendorf, Teterower See, Teterow, Groß Wokern bis zum Malchiner Becken. Eine genau festgelegte Grenze gibt es nicht. Ein Großteil der Landschaft liegt im Naturpark Mecklenburgische Schweiz und Kummerower See. Den Reiz machen die intakte Natur, die Hügel, die ursprünglich gebliebenen Dörfer und viele Schlösser und Gutshäuser aus. Die Mecklenburgische Schweiz besteht zu 19 Prozent aus Wald- und zu 10 Prozent aus Wasserflächen.
Städte und Gemeinden in dieser Landschaft sind:
| - Alt Sührkow - Dahmen - Groß Roge - Groß Wokern | - Hohen Demzin - Lalendorf - Lelkendorf - Malchin | - Neukalen - Schorssow - Teterow - Thürkow |

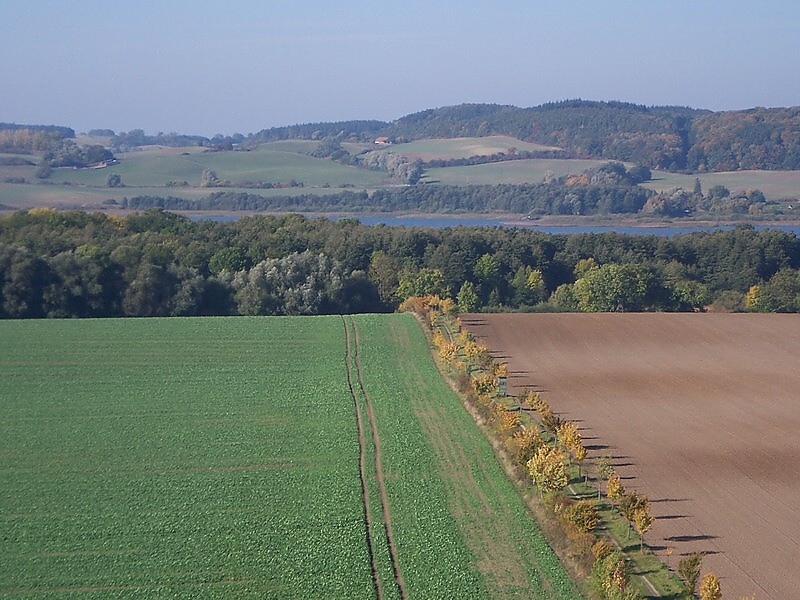
Ostberg am Malchiner See von Basedow
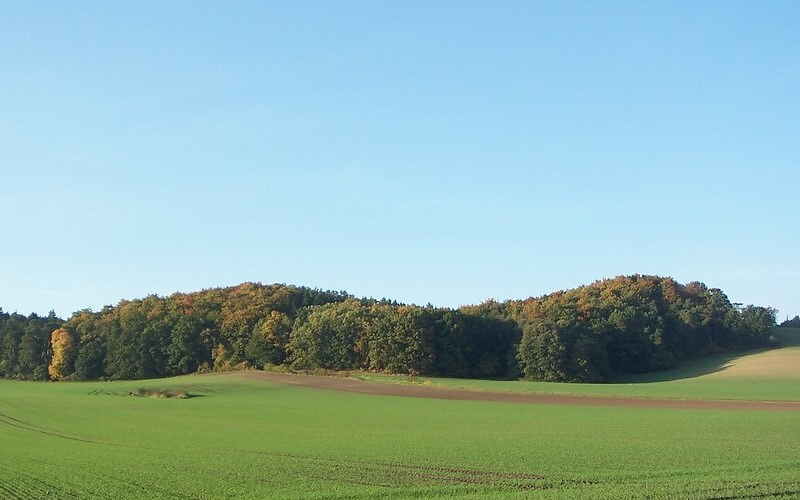
Mecklenburger Schweiz am Malchiner See
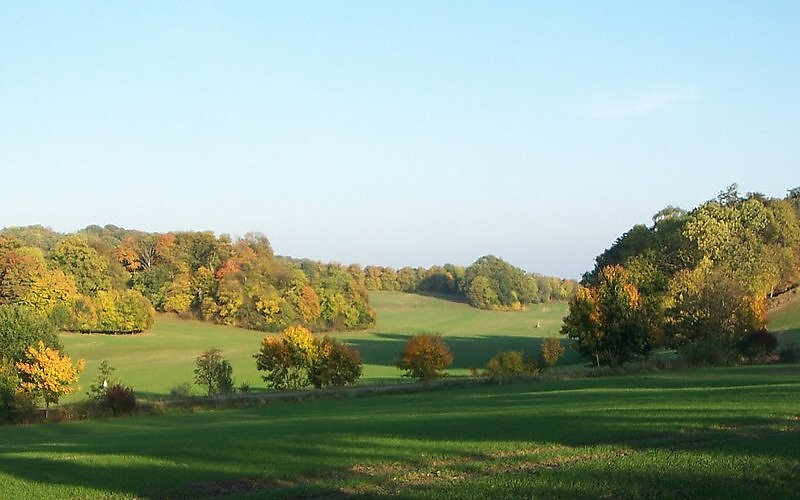
Mecklenburger Schweiz bei Remplin
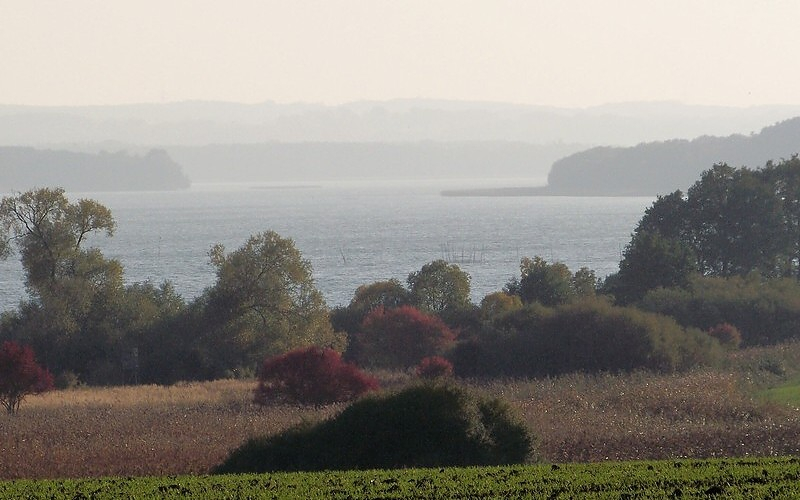
Malchiner See von Wendischhagen